# Bahnstrecke Waldheim–Kriebethal
| Ausschnitt aus Streckenkarte Sachsen (1902) |                                     |                                 |                                 |
| Streckennummer (DB): | 6627; sä. WK                        |                                 |                                 |
| Kursbuchstrecke: | -                                   |                                 |                                 |
| Streckenlänge: | 3,020 km                            |                                 |                                 |
| Spurweite: | Seit 2004: 600 mm Bis 2004: 1435 mm |                                 |                                 |
| Streckenklasse: | A                                   |                                 |                                 |
| Maximale Neigung: | 25 ‰                                |                                 |                                 |
| Minimaler Radius: | 250 m                               |                                 |                                 |
| |                                     |                                 |                                 |
| \| \| \| von Rochlitz (Sachs) \| \| \| \| \| von Riesa \| \| \| \| 0,000 \| Waldheim \| 236 m \| \| \| \| nach Chemnitz Hbf \| \| \| \| 0,142 \| Bahnhofstraße \| Bahnhofstraße \| \| \| 0,208 \| \| \| \| \| 0,345 \| \| \| \| \| 1,150 \| Lindenhofviadukt \| Lindenhofviadukt \| \| \| 2,041 \| Anst Holzlagerplatz \| Anst Holzlagerplatz \| \| \| 2,150 \| Rauschenthal \| 200 m \| \| \| 2,678 \| Zschopau \| Zschopau \| \| \| 3,020 \| Kriebethal \| 194 m \| \| \| 3,121 \| Anst Papierfabrik BT Kriebenau \| Anst Papierfabrik BT Kriebenau \| \| \| 3,150 \| \| \| \| \| 3,241 \| Anst Papierfabrik BT Kriebethal \| Anst Papierfabrik BT Kriebethal \| \| \| 3,331 \| Anst Papierfabrik BT Kriebstein \| Anst Papierfabrik BT Kriebstein \| \| \| 3,520 \| Zschopau \| Zschopau \| \| \| 3,752 \| \| \| |                                     |                                 |                                 |
| Strecke (außer Betrieb) |                                     | von Rochlitz (Sachs)            | von Rochlitz (Sachs)            |
| Abzweig ehemals geradeaus und von links |                                     | von Riesa                       | von Riesa                       |
| Bahnhof | 0,000                               | Waldheim                        | 236 m                           |
| Abzweig ehemals geradeaus und nach rechts |                                     | nach Chemnitz Hbf               | nach Chemnitz Hbf               |
| Brücke (Strecke außer Betrieb) | 0,142                               | Bahnhofstraße                   | Bahnhofstraße                   |
| Brücke (Strecke außer Betrieb) | 0,208                               |                                 |                                 |
| Brücke (Strecke außer Betrieb) | 0,345                               |                                 |                                 |
| Brücke (Strecke außer Betrieb) | 1,150                               | Lindenhofviadukt                | Lindenhofviadukt                |
| Abzweig geradeaus und nach rechts (Strecke außer Betrieb) | 2,041                               | Anst Holzlagerplatz             | Anst Holzlagerplatz             |
| Dienststation / Betriebs- oder Güterbahnhof (Strecke außer Betrieb) | 2,150                               | Rauschenthal                    | 200 m                           |
| Brücke über Wasserlauf (Strecke außer Betrieb) | 2,678                               | Zschopau                        | Zschopau                        |
| Dienststation / Betriebs- oder Güterbahnhof (Strecke außer Betrieb) | 3,020                               | Kriebethal                      | 194 m                           |
| Abzweig geradeaus und von rechts (Strecke außer Betrieb) | 3,121                               | Anst Papierfabrik BT Kriebenau  | Anst Papierfabrik BT Kriebenau  |
| Brücke (Strecke außer Betrieb) | 3,150                               |                                 |                                 |
| Abzweig geradeaus und von rechts (Strecke außer Betrieb) | 3,241                               | Anst Papierfabrik BT Kriebethal | Anst Papierfabrik BT Kriebethal |
| Strecke (außer Betrieb) | 3,331                               | Anst Papierfabrik BT Kriebstein | Anst Papierfabrik BT Kriebstein |
| Brücke über Wasserlauf (Strecke außer Betrieb) | 3,520                               | Zschopau                        | Zschopau                        |
| | 3,752                               |                                 |                                 |

Die Bahnstrecke Waldheim–Kriebethal war eine fast ausschließlich dem Güterverkehr dienende, normalspurige Nebenbahn in Sachsen, die 2004 zu einer Schmalspurbahn umgebaut wurde. Sie führte vom Bahnhof Waldheim der Bahnstrecke Riesa–Chemnitz zu den an der Zschopau gelegenen Papierfabriken in Kriebethal.

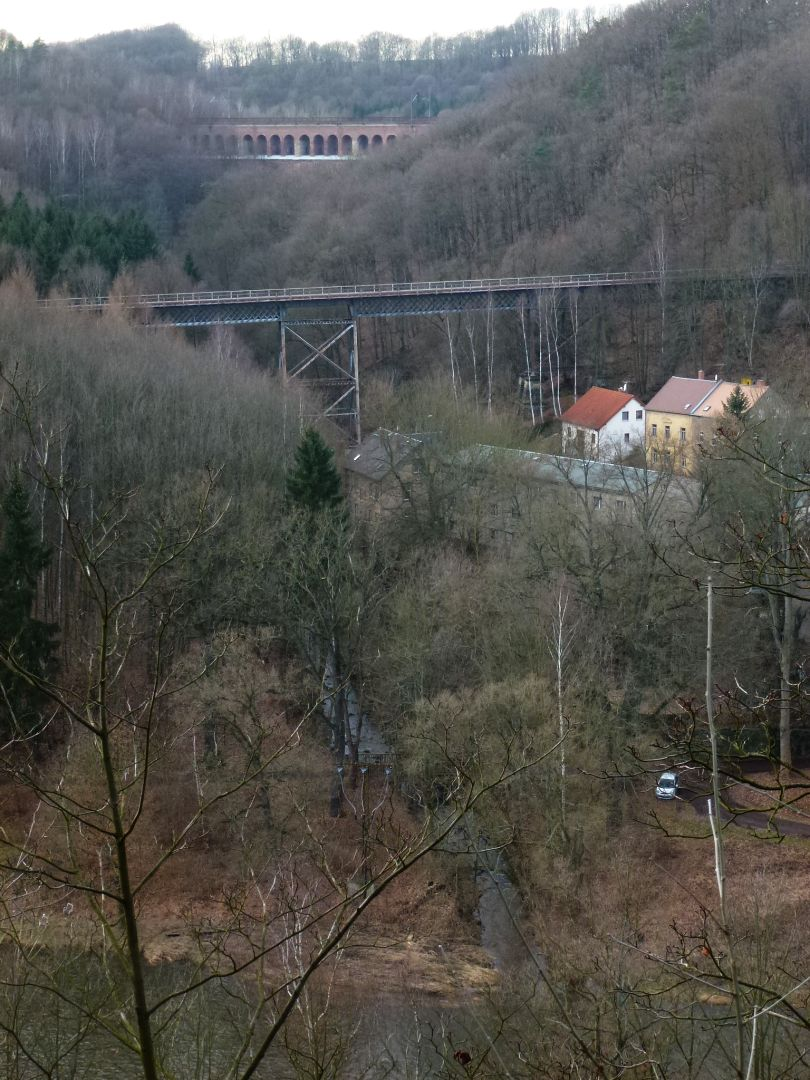
Lindenhofviadukt

## Geschichte
Im Zschopautal siedelten sich im späten 19. Jahrhundert zahlreiche Fabriken an, die fast alle einen Eisenbahnanschluss benötigten, da der Transport auf der Straße beschwerlich war. Um 1880 begannen deshalb die Planungen einer 45 Kilometer langen, schmalspurigen „Zschopautalbahn“. Sie sollte entlang der Zschopau Niederwiesa mit Döbeln verbinden. Zwei Gesuche an den Sächsischen Landtag, diese Strecke errichten zu dürfen, wurden jedoch abgelehnt. Der Bedarf für eine Eisenbahnstrecke im Zschopautal war jedoch immer noch vorhanden. Schließlich wurde dem Bau einer normalspurigen Zweigbahn von Waldheim nach Kriebethal stattgegeben. Der Betrieb wurde am 10. Dezember 1896 feierlich aufgenommen. Ab 1897 fand auch Personenverkehr statt, der jedoch 1919 aufgegeben wurde.
Am Ende des Zweiten Weltkriegs 1945 wurden alle Brücken dieser Strecke über die Zschopau gesprengt; die Strecke war jedoch wenige Monate später wieder befahrbar. Zu DDR-Zeiten war das Güteraufkommen hoch; täglich verkehrten etwa vier Züge. Nach der politischen Wende im Osten Deutschlands wurde der Gütertransport jedoch immer mehr auf die Straße verlegt, so dass die Strecke an Bedeutung verlor. Am 31. Dezember 1998 wurde die Strecke stillgelegt.
Im Jahr 2003 erwarb der Verein Feld-, Wald- und Wieseneisenbahn Ottendorf e. V. (später: IG Kleinbahn Waldheim-Kriebstein e. V.) die Strecke und baute sie 2004 zwischen der Schillerhöhe in Waldheim und Kriebenau (an der Zschopaubrücke vor Kriebethal) auf 600 mm Spurweite um. Seitdem fand bis etwa 2009 an Wochenenden Fahrbetrieb mit Personenbeförderung nach Bau- und Betriebsordnung für Pioniereisenbahnen (BOP) statt. Im Gelände der Papierfabrik liegen seit 2003 keine Gleise mehr.
Nach der Insolvenz der IG Kleinbahn im Jahr 2013 kauften die Städte Waldheim und Kriebstein die Streckenanlagen und überließen sie dem im Dezember 2013 gegründeten Verein Waldheimer Eisenbahnfreunde e.V. (nach Auflösung und Neugründung Anfang 2019: Rauschenthalbahn e.V.). Dieser saniert seitdem die Anlagen und betreibt auf ihnen seit 2017 wieder zunehmend Fahrten. Perspektivisch beabsichtigt der Verein die Erweiterung des Schmalspurgleises bis zum Waldheimer Güterbahnhof, wozu aber zunächst die gesperrte Lindenhofbrücke instand zu setzen ist

## Streckenbeschreibung

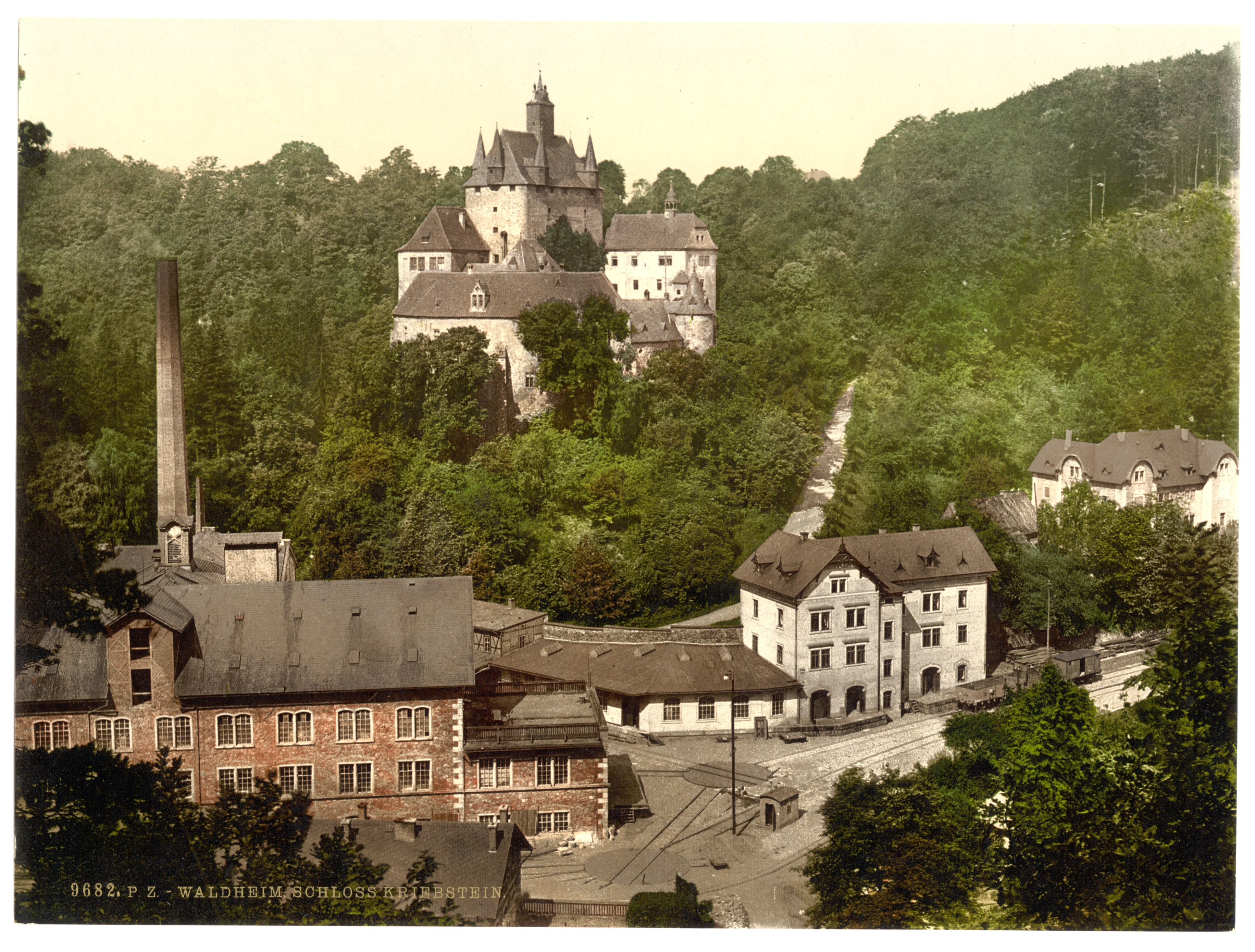
Streckenende unterhalb der Burg Kriebstein um 1900

Die Strecke verband die Kleinstadt Waldheim an der Bahnstrecke Riesa–Chemnitz mit dem Bahnhof Kriebethal⊙. Sie zweigte am südlichen Ende des Bahnhofs Waldheim⊙ von der Hauptstrecke nach Chemnitz ab. Auf einer 171 m langen Stahlgitterbrücke, dem Lindenhofviadukt⊙, wird der Richzenhainer Bach, auch Sauergrasbach genannt, und die Straße nach Reinsdorf überquert. Die Strecke führt am Westufer der Zschopau entlang.  Einzige Zwischenstation war die Ladestelle Rauschenthal⊙ mit einem Holzlagerplatz. In Kriebethal wird die Zschopau auf einer Stahlgitterbrücke überbrückt. Im Bereich von Kriebstein gab es mehrere Industrieanschlüsse. Die Strecke überquerte nach der heutigen Papierfabrik noch einmal die Zschopau und endete schließlich unterhalb der Burg Kriebstein auf einem Fabrikgelände⊙.